# Cerambicídeos
Os Cerambicídeos (Cerambycidae), comumente denominados de serra-pau compreendem uma família de insetos pertencentes à ordem Coleoptera. Esta é uma das maiores famílias de besouros, possuindo mais de 25.000 espécies descritas. Apresentam muitíssimas e variadas formas, cores e tamanhos e existem em todos os continentes, exceto apenas na Antártida, predominando nas áreas tropicais. Em sua maioria, vivem entre as plantas, sendo algumas espécies exclusivamente arborícolas. Dentre estas, algumas são consideradas pragas potenciais, causando danos ao cultivo de diferentes tipos de frutas, grãos e até mesmo no cultivo da madeira (tais como o de Pinus). 
Estes besouros geralmente têm como característica notável as longas antenas articuladas que possuem, em muitos casos, tendo mais que o dobro do tamanho do próprio corpo do inseto. Apesar da grande maioria das espécies não serem muito vistosas, o formato intrigante somado às grandes dimensões que determinadas espécies atingem, chamam a atenção de colecionadores ligados à área da Entomologia ou mesmo de amadores em todo o mundo. Graças a essa procura, algumas espécies exóticas têm sido vítimas do tráfico de animais silvestres - o que com o apoio do desmatamento e da destruição de seus habitats naturais, têm colocado um grande número de espécies em risco considerável de extinção.

## Características
Os tamanhos e cores dos cerambicídeos variam muito de acordo com a espécie. Enquanto alguns exemplares são diminutos, outros figuram entre os maiores insetos do mundo, como é o caso do Titanus giganteus da Floresta Amazônica. Exemplares desta espécie alcançam quase 20 centímetros de comprimento.
Outras grandes espécies de cerambicídeos amazônicos são a Macrodontia cervicornis (que atinge 16 centímetros de comprimento)  e também o Acrocinus longimanus (que atinge 15 centímetros de comprimento), sendo ambos igualmente muito conhecidos por sua beleza singular. Apenas os besouros do gênero Dynastes rivalizam em tamanho com tais cerambicídeos.

## Morfologia

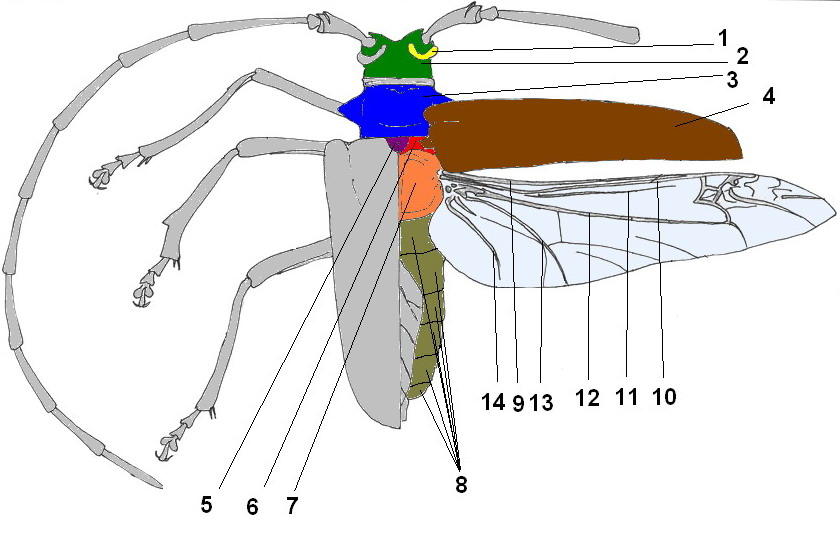
1. olho composto
2. cabeça
3. pronoto
4. élitro
5. escutelo
6. Mesonoto
7. Metanoto
8. abdome
9. Veia Costa
10. Veia Subcosta
11. Veia Radial
12. Veia Media
13. Veia Cubital
14. Veia Anal

Como ocorre em praticamente todos os insetos, os besouros cerambicídeos adultos possuem um corpo dividido em três tagmas: cabeça, tórax e abdome.

### Cabeça
Estão presentes na maioria das espécies de cerambicídeos olhos compostos relativamente grandes (em especial, quando comparados com os de outras famílias de besouros. O par de antenas que possuem quase sempre é muito comprido, em muitos casos as antenas são tão longas quanto o próprio corpo do besouro, característica principalmente dos machos.

### Tórax
O protórax dos cerambicídeos é geralmente mais estreito que o resto do corpo do inseto. É comum algumas espécies possuírem tubérculos ou espinhos nas laterais do protórax. Possuem três pares de pernas ligadas ao tórax, sendo que em algumas subfamílias (tais como Prioninae) apresentam uma série de espinhos distribuídos pelas pernas.

### Abdome
Possuem élitros muito bem desenvolvidos, em alguns casos são espinhosos no ápice. As asas são igualmente bem desenvolvidas, porém, existem gêneros com asas atrofiadas ou inexistentes. O abdome possui cinco divisões chamadas de esternitos, embora alguns machos de determinadas espécies possam apresentar até seis desses segmentos.

## Hábitos
Os indivíduos adultos são fitófagos, vivendo em meio às árvores ou plantas das quais se alimentam suas larvas. Algumas espécies permanecem sobre as flores, se alimentando de pólen. Outras se alimentam de frutos maduros que se rompem ao cair no solo. Os indivíduos adultos não costumam ser nocivos aos vegetais, com exceção apenas daqueles conhecidos popularmente como "serradores" ou "serra-paus". Contudo, só atacam árvores vivas que apresentem alterações nas suas condições fisiológicas. 

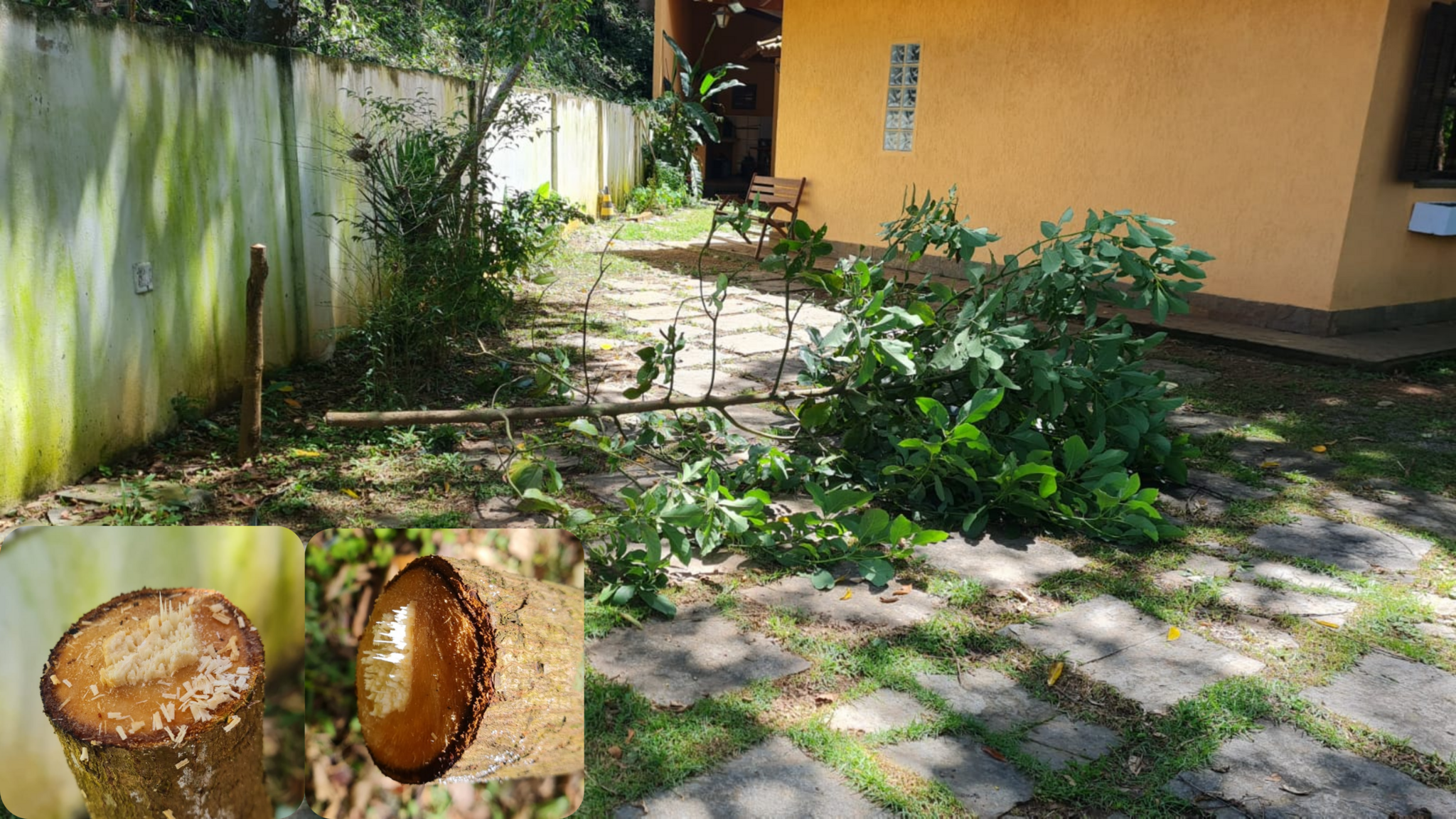
Árvore derrubada por serra-pau em Araçariguama, no estado de São Paulo

Estes besouros, apesar do tamanho que podem possuir, voam muito bem. Não raro são capturados à quilômetros de distância de sua mata de origem, em muitos casos, por serem atraídos por luzes fortes provenientes de casas, acampamentos ou de cidades circunvizinhas. A grande maioria dos cerambicídeos, quando capturados, produzem um ruído estridente bem característico resultante do esfregamento da superfície inferior do pronoto contra a face superior do mesonoto, partes essas transversais e finamente enrugadas.

## Reprodução

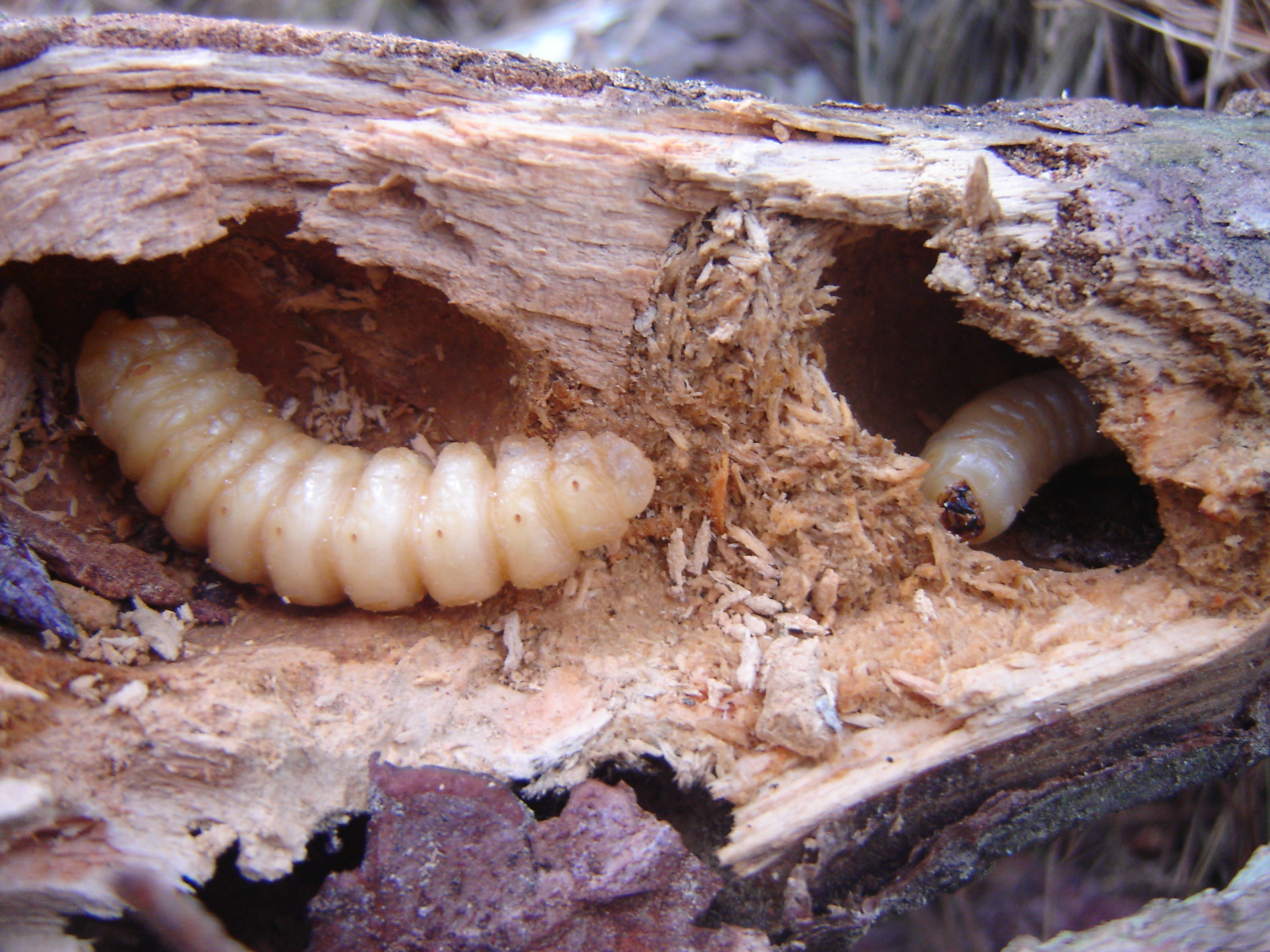
Câmaras abertas por larvas de cerambicídeos num tronco de árvore.

Os cerambicídeos depositam os seus ovos nos galhos ou troncos de plantas hospedeiras vivas, mortas ou já abatidas, dependendo da espécie. Desses ovos saem, algum tempo depois, larvas (ou brocas), cujo comportamento pode variar segundo o grupo a qual pertencem. Algumas vivem em túneis ou galerias que elas próprias constroem na entrecasca (parte mais interna da casca de uma árvore), às vezes circundando-a; outras perfuram na madeira túneis mais ou menos alongados, longitudinais e de secção elíptica, todavia não tão achatada quanto as galerias dos Buprestideos.

## Exemplos de espécies da família
1. Arhopalus cubensis
2. Arhopalus hispaniolae
3. Arhopalus pinetorum
4. Arhopalus rusticus
5. Arhopalus syriacus